# Campeonato Paulista de Futebol Sub-11 de 2008
O Campeonato Paulista de Futebol Sub-11 de 2008 foi a primeira edição desta competição amadora organizada pela Federação Paulista de Futebol (FPF). O torneio que é, no estado de São Paulo, o estadual da categoria sub-11, foi disputada por 24 clubes.
Palmeiras e Corinthians protagonizaram a primeira final do torneio. A primeira partida foi vencida pelo Palmeiras por 2 a 1; na volta, empates sem gols. Com o resultado, o Palmeiras tornou-se o primeiro campeão da competição.